# خانه فیلم
خانه فیلم یک شرکت تولید، توزیع و پخش فیلم‌های سینمایی در ایران است
شرکت سینمایی خانه فیلم در زمستان ۱۳۹۶ و همزمان با تولید و سپس اکران فیلم پرفروش لونه زنبور به کارگردانی برزو نیک نژاد و تهیه کنندگی سعید خانی در خیابان امیراتابک تهران آغاز به کار کرد. سعید خانی هم‌اکنون مدیریت این شرکت را بر عهده دارد و سید جمال ساداتیان رئیس هیئت مدیره می‌باشد.
پردیس سینمایی صبا متعلق به خانه فیلم است.

## هیئت مدیره
هیئت مدیره خانه فیلم به شرح زیراست:
- سید جمال ساداتیان (رئیس)
- سعید خانی (مدیرعامل)
- بهرام رادان (عضو)
- سپهر سیفی (عضو)
- محسن خباز (عضو)
- امیرحسین علم الهدی (مشاور)

## فیلم‌های توزیع کرده
- اتاقک گلی
- زن و بچه
- رها
- لونه زنبور
- آستیگمات
- در وجه حامل
- ماهورا
- اتاق تاریک
- درساژ
- امیر
- متری شیش و نیم
- ایده اصلی
- مسخره باز
- هزارتو
- دینامیت
- قهرمان
- گربه سیاه
- شادروان
- انفرادی
- علفزار
- زالاوا
- دوزیست
- خط استوا
- غریب
- سه کام حبس
- دست‌انداز
- تصور
- پرونده باز است
- آهو
- عامه‌پسند
- نوروز
- سال گربه
- روزی روزگاری آبادان
- قیف
- شنگول منگول
- برف آخر
- رها
- زن و بچه

## فیلم‌های تولید شده
- لونه زنبور
- متری شیش و نیم
- گربه سیاه
- دوزیست